# BeetleBorgs
BeetleBorgs is een Amerikaanse komische actieserie voor de jeugd die oorspronkelijk op de Amerikaanse Fox Kids zender werd uitgezonden van 1996 t/m 1998. In Nederland werd de serie tussen 1998 en 2001 uitgezonden op Fox Kids.
De serie werd geproduceerd door Saban Entertainment en was in zijn korte looptijd erg populair. In het tweede seizoen kreeg de serie zelfs betere kijkcijfers dan monsterhit Power Rangers, die ook een Saban-productie was.
De serie gebruikte net als bijna elke andere Saban-actieserie beeldmateriaal van diverse Japanse tokusatsuseries. Voor seizoen 1 (Big Bad BeetleBorgs) werd beeldmateriaal gebruikt van de serie Juukou B-Fighter. Voor seizoen 2 (BeetleBorgs Metallix) werd gebruikgemaakt van B-Fighter Kabuto. De serie heeft echter een heel ander verhaal dan beide Japanse series.

## Inhoud

### Seizoen 1: Big Bad BeetleBorgs
De serie speelt zich af in het fictieve plaatsje Charterville, en gaat over drie kinderen genaamd Drew, Roland en Jo. In de eerste aflevering brengen ze in verband met een weddenschap een bezoek een al jaren verlaten huis genaamd Hillhurst. In dit huis bevrijden ze per ongeluk de geest Flabber uit een orgel. Hij vervult uit dank voor zijn vrijlating de grootste wens van de drie, en verandert hen in hun favoriete striphelden: de BeetleBorgs. De wens krijgt echter een negatieve bijwerking wanneer de Magnavors, de schurken uit de stripreeks, per ongeluk uit de strip naar de echte wereld ontsnappen. Tezamen met hun nieuw verkregen krachten en wapens gaan de BeetleBorgs de strijd aan met de Magnavors en hun leider Vexor.
Terwijl de serie vordert doen nieuwe personages hun intrede. Zo ontmoeten de BeetleBorgs Art Fortunes, de tekenaar van de BeetleBorg-strips. In een poging de BeetleBorgs te verslaan maakt Vexor zijn eigen BeetleBorg: ShadowBorg. Deze slaagt erin de krachten van de drie BeetleBorgs te stelen, maar hij wordt zelf verslagen door een tijdelijke vierde BeetleBorg: Josh.
In de laatste twee afleveringen van seizoen 1 steelt Vexor een tekening van een nieuw monster genaamd Nukus, en brengt hem tot leven. Nukus doet alsof hij voor Vexor werkt, en maakt voor hem een extra sterk monster genaamd Borgslayer. In werkelijkheid heeft Nukus echter zijn eigen plannen. Hij verraadt aan de BeetleBorgs hoe ze Borgslayer moeten verslaan. De vernietiging van Borgslayer veroorzaakt een vortex die de Magnavores terugzuigt hun stripboek in.
De Magnavores zijn verslagen, maar Nukus is er nog wel. En nu de concurrentie is uitgeschakeld, begint hij met het uitvoeren van zijn eigen plannen.

### Seizoen 2: BeetleBorgs Metallix
De Beetleborgs bevechten Nukus, maar hij is te sterk en vernietigt hun krachten. Wanneer Nukus ontdekt dat niet Art Fortunes maar diens criminele broer Les Fortunes zijn schepper is, bevrijdt Nukus hem uit de gevangenis om voor hem een leger te maken. Hij behandelt de tekenaar echter als een slaaf.
Omdat Nukus sterker is dan de Magnavores, ontwerpt Art voor de BeetleBorgs nieuwe sterkere wapens en harnassen. Flabber brengt deze harnassen naar de werkelijkheid, waardoor de kinderen veranderen in de sterkere BeetleBorgs Metallix.
Wanneer Nukus en zijn helper Vilor een upgrade krijgen, geeft Flabber de Beetleborgs Roboborg: een kolossale gevechtsmachine. Deze geeft de Beetleborgs ook een powerup door hun oude krachten te fuseren met hun nieuwe.
In een lange verhaallijn getiteld “The Lost Comic” krijgen de BeetleBorgs tijdelijk hulp van de Astralborgs. Nukus krijgt op zijn beurt in deze verhaallijn hulp van de Mantrons.
Tegen het einde van de serie maakt Art Fortunes voor Nukus ook een kolossale gevechtsmachine: Boron. Deze loopt in de finale echter over naar de kant van de BeetleBorgs. Nadat de Beetleborgs vervolgens ook nog eens Nukus’ sterkste monster ooit verslaan, besluit Les Fortunes terug te keren naar de gevangenis. Zonder Les kan Nukus geen nieuwe monsters meer oproepen.
De serie had een open einde daar aan het eind van seizoen 2 Nukus en zijn helpers zijn nog altijd niet verslagen. Bij gebrek aan nieuw beeldmateriaal is de serie nooit voortgezet.

## Personages

### Beetleborgs
- Andrew "Drew" McCormick - De Blue Stinger Beetleborg (seizoen 1) en Chromium Gold Beetleborg (seizoen 2). Hij is de leider van de drie. Als bijwerking van zijn transformatie tot BeetleBorg beschikt hij in zijn menselijke vorm over telekinetische krachten. Zijn harnas is in beide gevallen gemodelleerd naar een neushoornkever.

- Roland Williams - de Green Hunter Beetleborg (seizoen 1) en de Titanium Silver Beetleborg (seizoen 2). Roland is een Afro-Amerikaan. Zijn familie bezit de stripwinkel waar de drie helden altijd hun BeetleBorg strips kopen. Hij heeft in zijn menselijke vorm bovenmenselijke snelheid. Zijn harnassen zijn gemodelleerd naar een vliegend hert.

- Josephine "Jo" McCormick - de Red Striker Beetleborg (seizoen 1) en de Platinum Purple Beetleborg (seizoen 2). Jo is Drews zusje en de jongste van de drie. Ze beschikt in haar menselijke gedaante over bovenmenselijke spierkracht. Haar eerste harnas was gemodelleerd naar een scarabee en de tweede naar een lieveheersbeestje.

- Josh Baldwin - de White Blaster Beetleborg. Een vierde Beetleborg die in het eerste seizoen tijdelijk meevocht met de andere drie toen ze te maken kregen met de kwaadaardige Shadowborg. Josh kon zichzelf onzichtbaar maken. Nadat de Shadowborg was verslagen, verloor Josh zijn superkrachten weer. Zijn harnas was gemodelleerd naar een hercules-kever.

### Bondgenoten
- Flabber: een geest en een van de monsters die Hillhurst bewonen. Hij zat gevangen in een orgel maar werd door Jo, Roland en Drew bevrijd. Flabber beschikt over magische krachten, maar gebruikt deze vooral voor humoristische doeleinden. Hij doet dienst als vriend en adviseur van de BeetleBorgs.
- Arthur "Art" Fortunes: de bedenker van de BeetleBorg-strips. Nadat hij ontdekt dat zijn creaties nu echt bestaan, helpt hij hen door nieuwe wapens te bedenken.
- "Nano" Williams: Rolands grootmoeder. Ze is voor iemand van haar leeftijd behoorlijk hip en fysiek actief. Ze is ervaren in vechtsporten en runt de stripwinkel van Rolands familie.
- Aaron Williams: Rolands vader.
- Abbie Williams: Rolands moeder.
- Trip & Van: twee rijke broers die zich boven alles en iedereen verheven achten. Door hun arrogante gedrag zijn ze vaak het mikpunt van grappen en vormen zo de vrolijke noot van de serie. Zij waren het die Jo, Roland en Drew uitdaagden om naar Hillhurst te gaan.
- Frankenbeans: een van de monsters die in Hillhurst wonen. Frankenbeans is duidelijk gebaseerd op het monster van Frankenstein. Zijn maker is Dr. Baron von Frankenbeans.
- Mums: een 5000 jaar oude mummie die nu in Hillhurst woont.
- Count Fangula: een vampier en een van de inwoners van Hillhurst.
- Wolfgang "Wolfie" Smith: een weerwolf. Hij wordt door de andere inwoners van Hillhurst meer behandeld als huisdier dan als een mede-inwoner.
- Little Ghoul: een klein Magere Heinachtig monster die in seizoen 2 werd geïntroduceerd. Ze heeft een kort lontje en weinig respect voor anderen.
- Karato en Silver Ray: twee andere striphelden die in aflevering 19 door Flabber uit hun strips werden gehaald om de Beetleborgs te helpen een aantal monsters te verslaan.
- Astralborgs: vier extra BeetleBorgs die jaren geleden door Art Fortunes en zijn broer Les werden bedacht. Ze duiken op in het tweede seizoen.
  - Dragonborg: gemodelleerd naar een libel.
  - Fireborg: gemodelleerd naar een vuurvlieg.
  - Lightingborg: gemodelleerd naar een cicade.
  - Ladyborg: gemodelleerd naar een vlinder.
- Roboborg: een kolossale gevechtsmachine die kan worden opgeroepen door de Chromium Gold Beetleborg met het Astral Zwaard.

### Schurken
- Magnavores: de schurken van het eerste seizoen. Zij zijn de aartsvijanden van de Beetleborgs uit de stripreeks, en kwamen per ongeluk naar de echte wereld toen Flabber Roland, Jo en Drew in de BeetleBorgs veranderde. Ze halen geregeld andere monsters uit de strips om tegen de BeetleBorgs te laten vechten. Ze zijn gebaseerd op de Jamahl uit Juukou B-Fighter.
  - Vexor: De leider van de Magnavores.
  - Typhus: een monster gemaakt van verschillende onderdelen van dieren. Hij gelooft meer in brute kracht dan in strategie.
  - Noxic: een androïde die elk soort machine kan beheersen. Hij houdt van donuts.
  - Jara: een vrouwelijk monster die praat met een Russisch accent.
  - Shadowborg: een zwarte kwaadaardige Beetleborg. Zijn harnas en krachten zijn gebaseerd op die van de Blue Stinger Beetleborg. Zijn klauw kan door elk bekend materiaal heen snijden. Hij werd verslagen door de Blue Stinger Beetleborg in diens Mega Blue Form.
  - Magnavore Jet Fighters: op wespen lijkende vliegmachines die door de Magnavores worden gebruikt.
  - Scabs: de soldaten van de Magnavores. Werden maar zelden gebruikt.

- Crustaceans: de vijanden uit seizoen 2. De Crustaceans zijn allemaal creaties van Les Fortunes, de broer van Art Fortunes. Ze komen derhalve niet uit de Beetleborg strips. Ze zijn gebaseerd op de Melzard Tribe uit B-Fighter Kabuto.
  - Nukus: een op een triceratops gebaseerde krijger en de leider van de Crustaceans. Hij was de enige Crustacean die al in seizoen 1 te zien was, waarin Vexor hem tot leven bracht vanuit een tekening gemaakt door Les Fortunes. Nukus ontdeed zich snel van de Magnavores door de Beetleborgs te vertellen hoe ze Borgslayer, Vexors sterkste monster, konden verslaan.
  - Horribelle: een vrouw gekleed in een insectharnas en Nukus’ rechterhand. Ze vecht met een zwaard dat lijk op de arm van een bidsprinkhaan.
  - Vilor: een wezen gebaseerd op een vis. Vecht met een drietand.
  - Lester "Les" Fortunes: de broer van Art Fortunes. Hij is het zwarte schaap van de Fortunes familie. In het begin van seizoen 2 zat hij in de gevangenis, maar werd door Nukus vrijgelaten zodat hij meer wapens en monsters voor hem kon ontwikkelen. Hij werd echter door de Crustaceans behandeld als een stuk vuil. Aan het eind van de serie ging hij dan ook vrijwillig terug naar de gevangenis.
  - Dregs: de soldaten van de Crustaceans. Komen voor in twee groepen: een gebaseerd op landdieren en een gebaseerd op zeedieren.
  - Worm Tanks: enorme wormachtige voertuigen.
  - Crustacean Jet Fighters: de vliegende machines van de Crustaceans.
  - Mantrons: kwaadaardige versies van de Astralborgs. Bedacht door Les Fortunes en Art Fortunes voor een strip waar ze jaren terug samen aan werkten.
    - Scorpix: de leider van de vier. Gebaseerd op een schorpioen.
    - Centipix: gebaseerd op een duizendpoot.
    - Mantix:gebaseerd op een bidsprinkhaan.
    - Hornix: gebaseerd op een hoornaar.

  - Boron: een kwaadaardige versie van Roboborg gemaakt door Les Fortunes. Boron werd opgeroepen via de Astral bijl. Toen de Beetleborgs deze bijl stalen, liep Boron over naar hun kant.

## Rolverdeling
| De Good Guys                         | Gespeeld door                    |
| ------------------------------------ | -------------------------------- |
| Drew                                 | Wesley Barker                    |
| Jo (1)                               | Shannon Chandler (Ep. 1 t/m 39)  |
| Jo (2)                               | Brittany Konarzewski (Ep. 39+)   |
| Roland                               | Herbie Baez                      |
| Flabber                              | Billy Forester                   |
| Nano                                 | Vivian Smallwood                 |
| Count Fangula                        | Joe Hackett                      |
| Mums                                 | Blake Torney                     |
| Frankenbeans                         | David Fletcher                   |
| De Bad Guys - Magnavores/Crustaceans | Gespeeld door                    |
| Jara                                 | Rajia Baroudi (Seizoen 1)        |
| Noxic                                | David Dhansky (Seizoen 1)        |
| Typhus                               | Dave "Foots" Footman (Seizoen 1) |
| Vexor                                | Joey Pal (Seizoen 1)             |
| Nukus                                | Christopher Cho (Seizoen 2)      |
| Horribelle                           | Claudine Barros (Seizoen 2)      |
| Vilor                                | Kyle Jordan (Seizoen 2)          |
| Les Fortunes                         | Marshal Hilton (Seizoen 2)       |

## Titelsong

### Seizoen 1
- Gezongen door Jeremy Sweet

Three typical average kids, 

inside a haunted mansion 

Just by chance, freed a ghost, 

who made them BeetleBorgs
Big, Bad, Beetleborgs 

Big, Bad, Beetleborgs
Hey, look now their superheroes 

armed with superpowers 

Taken from a comic strip 

and now their BeetleBorgs
Big Bad BeetleBorgs 

Big Bad BeetleBorgs!

### Seizoen 2
- Gezongen door Jeremy Sweet

Three typical average kids 

Loved to read their comic strips 

Got their wish and they became 

Big Bad Beetleborgs
Big, Bad, Beetleborgs 

Big, Bad, Beetleborgs
But then new villains came along, 

and blew away their powers 

Beetleborgs were in a fix, 

and now they’ve gone Metallix
BeetleBorgs Metallix 

BeetleBorgs Metallix
Big, Big, Big, Bad, Bad, Bad, 

Big... Bad... Big Bad Beetle!
Beetleborgs Metallix 

Beetleborgs Metallix!

## Afleveringen

### Seizoen 1
Big Bad BeetleBorgs
- 01: Beetle Rock
- 02: Beetle Rock, Part 2
- 03: TNT for Two
- 04: The Ghost is Toast
- 05: The Treasure of Hillhurst Mansion
- 06: Never Cry Werewolf
- 07: Christmas Bells and Phasm's Spells
- 08: Lights, Camera, Too Much Action
- 09: Say the Magic Word
- 10: Nano in the House
- 11: Locomotion Commotion
- 12: Cat-Tastrophy
- 13: Drew and Flabber's Less Than Fabulous Adventure
- 14: Ghouls Just Wanna Have Fun
- 15: It's a Bad, Bad, Bad, Bad World
- 16: The Hunchback of Hillhurst
- 17: Haunted Hideout
- 18: Monster Rock
- 19: Convention Dimension
- 20: Root of All Evil
- 21: Bye, Bye Frankie
- 22: Root of All Evil
- 23: The Doctor is In
- 24: Space Case
- 25: The Brain in the Attic
- 26: Fangs Over Charterville
- 27: Curse of the Shadow Borg (1)
- 28: The Rise of the Blaster Borg (2)
- 29: The Revenge of Vexor (3)
- 30: A Friend in Need (4)
- 31: Raiders of the Tomb (5)
- 32: Big Rumble in Charterville (6)
- 33: Pet Problems
- 34: Yo Ho Borgs
- 35: Phantom of Hillhurst
- 36: Operation Frankenbeans
- 37: The Curse of Mums' Tomb
- 38: This Old Ghost
- 39: Jo's Strange Change
- 40: Bride of Frankenbeans
- 41: She Wolf
- 42: Fangula's Last Bite
- 43: Something Fishy
- 44: The Good, the Bad, and the Scary
- 45: Buggin' Out
- 46: Svengali, By Golly
- 47: Big Bad Luck
- 48: A Monster is Born
- 49: Norman Nussbaum: Vampire Hunter
- 50: Brotherly Fright
- 51: Fright Files
- 52: Borgslayer! (1)
- 53: Vexor's Last Laugh (2)

### Seizoen 2
BeetleBorgs: Metallix
- 54: Crush of the Crustaceans (3)
- 55: Metallix Rising (4)
- 56: Battle Station Alert (5)
- 57: Ghoul Trouble
- 58: Totally Slammin' Sector Cycles
- 59: Headless Over Heels
- 60: Monster Imposter
- 61: Horror Hotel
- 62: Les is More
- 63: Sunset Boo-levard
- 64: Extra...Beetleborgs Revealed
- 65: Who's That Ghoul?
- 66: Attack of the Brain Suckers
- 67: Don't Fear the Reaper
- 68: The Old Gray Flabber
- 69: Son of Frankenbeans
- 70: How Does Your Garden Grow?
- 71: The Curse of the Mummy's Mommy
- 72: Halloween Haunted House of Horrors
- 73: Booger Man
- 74: The Poe and the Pendulum
- 75: The Lost Comic (1)
- 76: Enter the Dragon Borg (2)
- 77: To Foretell the Truth
- 78: Wolfie's Wild Ride
- 79: Lady and the Champs
- 80: Astral Ransom (1)
- 81: Astral Ambush (2)
- 82: Roboborg (3)
- 83: Mega Spectra Beetleborgs
- 84: Battle of the Giants
- 85: Robo Rumble
- 86: Super Fang
- 87: Experiment in Evil
- 88: Mega Borg Power

## Trivia
- Karato en Silver Ray zijn afkomstig uit de Japanse serie Tokusou Robo Janperson. Voor aflevering 19 werd beeldmateriaal gebruikt van de Juukou B-Figher-aflevering waarin de twee helden uit deze serie een gastoptreden hadden.
- De kostuums van de BeetleBorgs werden hergebruikt voor de Machine Empire-generaals uit de Power Rangers: Wild Force-aflevering Forever Red.